# Khemis El Khechna (distrito)
Khemis El Khechna é um distrito localizado na província de Boumerdès, Argélia, e cuja capital é a cidade de mesmo nome, Khemis El Khechna.[carece de fontes?]

## Municípios
O distrito está dividido em quatro municípios:
- Khemis El Khechna
- Ouled Moussa
- Larbatache
- Hammedi